# Immanuel Herrmann
Immanuel Gottlob Herrmann (* 29. Juli 1870 in Rommelshausen; † 22. Mai 1945 in Neu-Finkenkrug) war ein deutscher Hochschullehrer und sozialdemokratischer Politiker.

## Leben
Der Sohn des Lehrers Johann Jakob Herrmann (* 1836; † 1889) und seiner Frau Christiane wuchs mit sieben Geschwistern auf. Er besuchte das Gymnasium in Stuttgart und belegte nach bestandenem Landesexamen die evangelisch-theologischen Seminare in Schöntal und Urach. Als Angehöriger des Tübinger Stifts studierte er anschließend evangelische Theologie an der Universität Tübingen. Seit dem Wintersemester 1888/89 war er Mitglied der Studentenverbindung Lichtenstein Tübingen. Von 1892 bis 1893 absolvierte Herrmann ein einjähriges freiwilliges Militärdienstjahr, welches er mit dem Rang eines Vizefeldwebels der Reserve abschloss. Im Jahre 1894 nahm er ein Studium des Maschinenbaus und der Elektrotechnik an der Technischen Hochschule Stuttgart auf. 1898 bestand er die erste Staatsprüfung für Maschineningenieure und war dann bis Mai 1899 Assistent am elektrotechnischen Institut der TH Stuttgart. Von 1899 bis 1901 arbeitete er als Ingenieur an der Zentralstelle für wissenschaftlich-technische Untersuchungen in Neubabelsberg und wurde danach zunächst Hilfslehrer und ab 1902 außerordentlicher Professor für Elektrotechnik an der TH Stuttgart. Seine Vorlesungen behandelten beispielsweise die Grundzüge der Telegraphie und Telephonie, Elektrotechnische Messkunde, Theorie der Wechselströme und Elektrizitätswerke einschließlich der Leitungen.
Am Ersten Weltkrieg nahm Herrmann als technischer Offizier überwiegend in Flandern teil. 1916 erhielt er das Eiserne Kreuz I. Klasse. Seit dem Jahre 1921 war Herrmann wieder außerordentlicher Professor in Stuttgart. Ab 1927 nahm er die Radiotechnik in sein Lehrprogramm auf. 1929 wurde Herrmann zum ordentlichen Professor ernannt. Von 1919 bis 1933 war er Vorsitzender des Württembergischen Freidenker- und Monistenbundes, von 1929 bis 1933 Vorsitzender des Deutschen Monistenbundes. Im März 1933 wurde Herrmann aus dem Universitätsdienst entlassen und von den neuen nationalsozialistischen Machthabern wegen seiner politischen Rolle in der Revolutionszeit der Jahre 1918 und 1919 in so genannte Schutzhaft genommen.

## Politik
Immanuel Herrmann war Mitglied der SPD und besaß von 1919 bis 1920 ein Mandat in der Verfassunggebenden Landesversammlung des neuen Volksstaates Württemberg. Vom 15. Januar 1919 bis zum 28. Juni desselben Jahres war er außerdem der letzte württembergische Kriegsminister vor der Auflösung der Württembergischen Armee gemäß den Bestimmungen des Versailler Vertrags und der Überführung der neuen Sicherheitstruppen in die vorläufige Reichswehr gemäß Artikel 79 der Verfassung der Weimarer Republik. Herrmann war ausgesprochen pazifistisch eingestellt und widmete sich mit großem Idealismus dem Abbau des Militärwesens in Württemberg. Die eigentlichen militärischen Entscheidungen wie etwa den Einsatz württembergischer Truppen zur Niederwerfung der Münchner Räterepublik traf der Regierungschef Wilhelm Blos beziehungsweise das gesamte Kabinett.

## Familie
Immanuel Herrmann heiratete 1901 Else König. Das Paar hatte drei Kinder.

## Werke
- Elektrotechnik. Einführung in die Starkstromtechnik. 4 Bände, Sammlung Göschen, 1. Auflage 1906, 7. Auflage 1940.
- Die elektrotechnischen Meßinstrumente. 1. Aufl. Leipzig 1910, 4. Aufl. Berlin 1936.
- Das neue Vaterunser. Kein hilfloses Gebet, sondern ein Vorsatz zur tätigen Arbeit. Jena: Volksbuchhandlung 1921.
- Einführung in die Radiotechnik. 1. Aufl.1924, 3. Aufl. Leipzig 1936.